# Aleksandr Zhuravlyov
Aleksandr Aleksandrovich Zhuravlyov (em russo: Александр Александрович Журавлёв; 5 de dezembro de 1965, Golyshmanovo, Oblast de Tiumen) é um oficial das Forças Terrestres Russas que comandou as forças russas na Síria durante a intervenção militar russa na Guerra Civil Síria, servindo também como comandante do Distrito Militar Ocidental de novembro de 2018 a junho de 2022. Após retornar da Síria, ele se tornou Vice-Chefe do Estado-Maior Geral antes de ser nomeado comandante do Distrito Militar Oriental em novembro de 2017. Ele recebeu o título de Herói da Federação Russa em 2018 por uma diretiva do Presidente da Federação Russa. Atualmente, a Nova Zelândia o identificou como um criminoso de guerra na Ucrânia e impôs sanções a ele.

## Biografia

### Início de carreira (2008-2021)

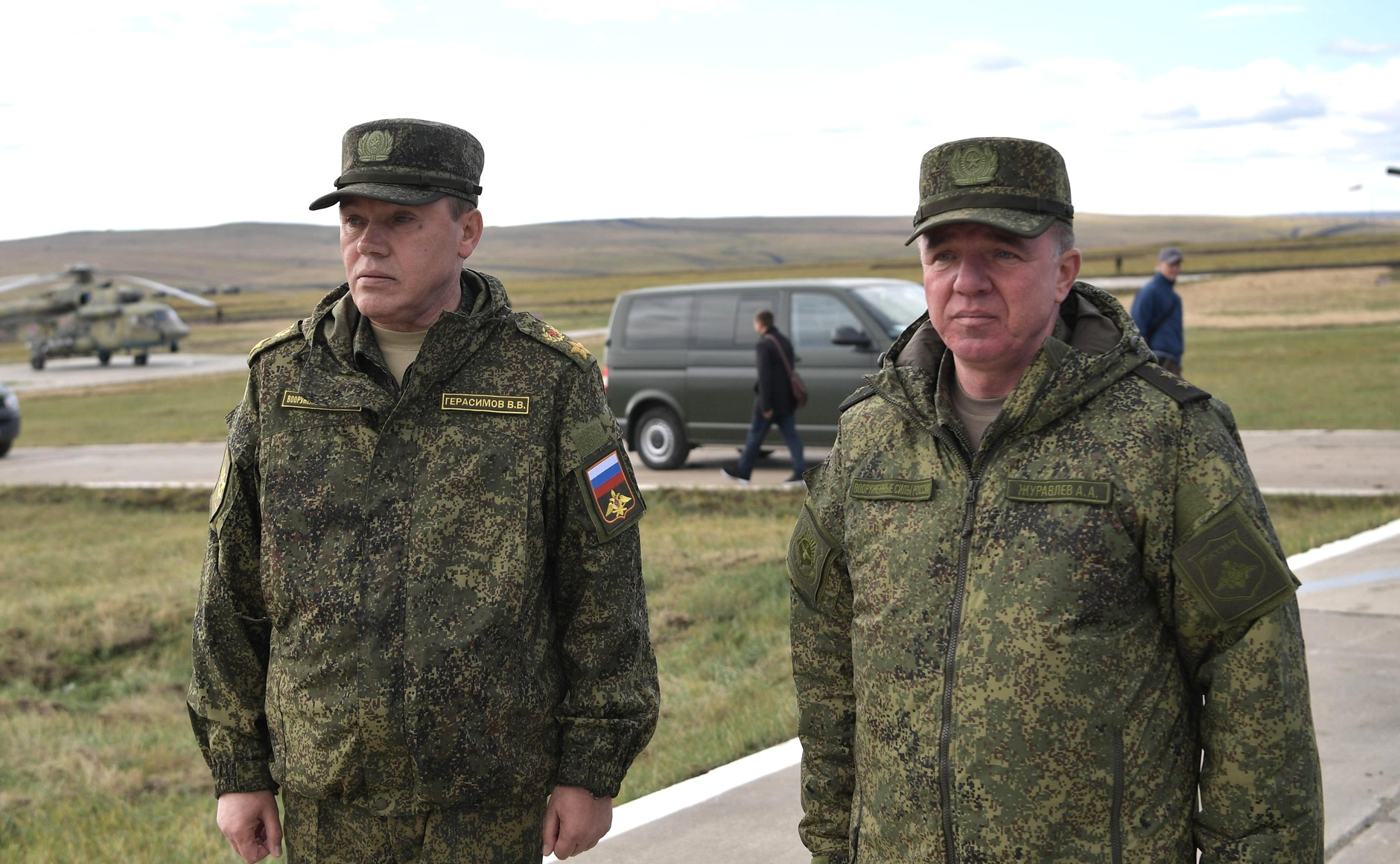
Chefe do Estado-Maior General Valery Gerasimov com o Comandante do Distrito Militar Oriental Zhuravlyov no exercício militar Vostok 2018

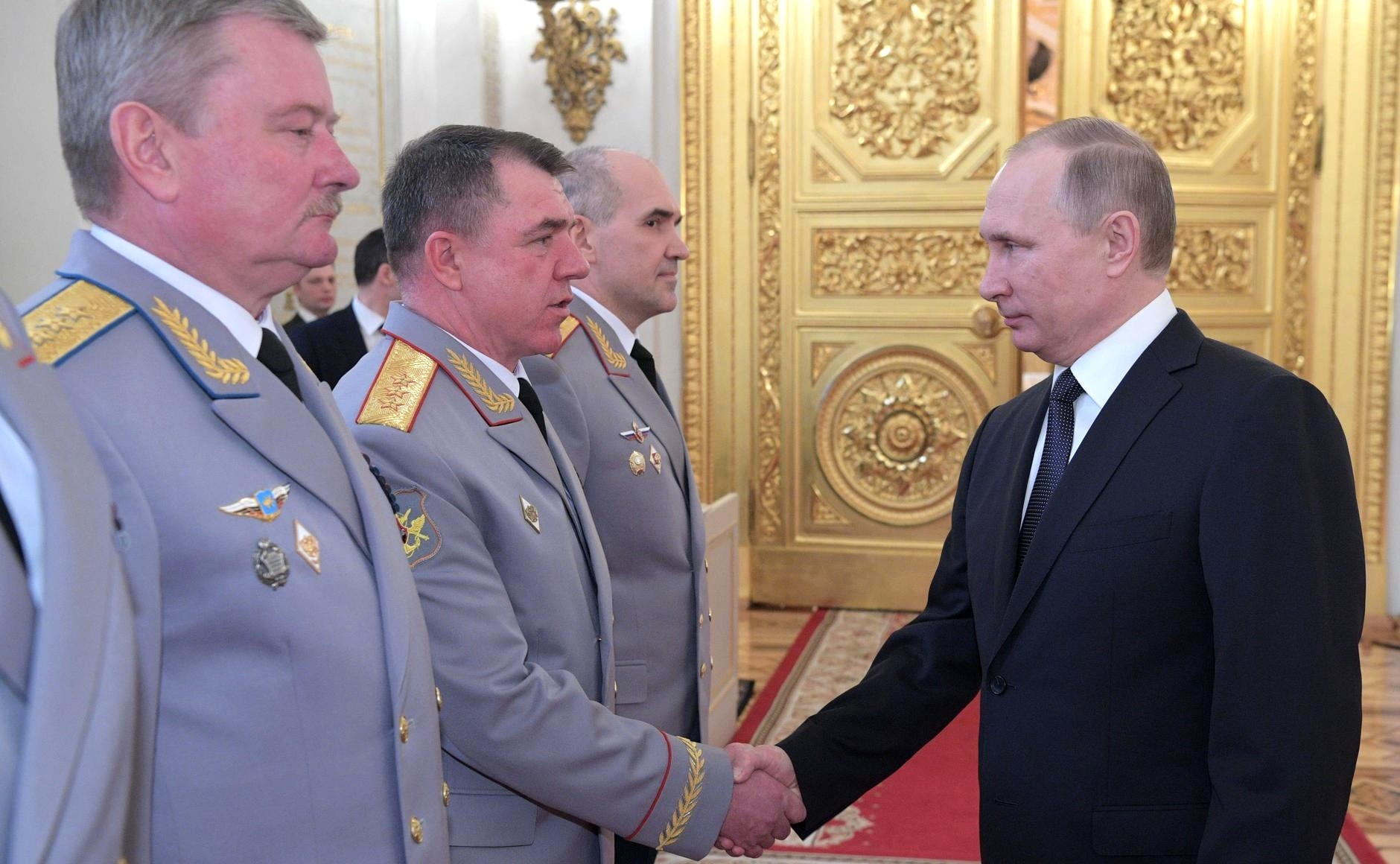
Presidente Putin apertando a mão de Zhuravlyov

Ele nasceu na cidade de Golyshmanovo, no Oblast de Tiumen, em 1965. Em 1982, Zhuralvyov concluiu o ensino médio e ingressou no Exército Soviético. Formou-se na Escola Superior de Comando de Tanques de Chelyabinsk em 1986 e, posteriormente, na Academia de Forças Blindadas de Malinovsky em 1996. Em 2008, concluiu seus estudos na Academia do Estado-Maior Geral. Durante sua carreira militar, serviu em diversas regiões: Tchecoslováquia (1986–1991), região do Volga (1991–1994), Extremo Oriente (1994–2006), Cáucaso do Norte (2008), além dos Distritos Militares Central (2010–2015) e Sul (2015). Foi chefe do Estado-Maior do 58.º Exército e comandante do 2.º Exército de Armas Combinadas antes de ser transferido para o Distrito Militar do Sul em 2015. Anteriormente, em 2014, foi promovido ao posto de tenente-general.

#### Síria (2016)
Em julho de 2016, o tenente-general Zhuravlyov foi nomeado comandante das forças militares russas na Síria, substituindo o coronel-general Aleksandr Dvornikov. Ele permaneceu no cargo até dezembro de 2016, quando foi sucedido pelo coronel-general Andrey Kartapolov. Por seus serviços na Síria, recebeu o título de Herói da Rússia. 

#### Chefe Adjunto do Estado-Maior Geral (2017)
Após deixar a Síria, Zhuravlyov foi promovido a coronel-general e nomeado vice-chefe do Estado-Maior Geral. Em fevereiro de 2017, reuniu-se com o vice-chefe do Estado-Maior da Defesa do Reino Unido, general Sir Gordon Messenger, para discutir a retomada da cooperação militar e medidas para evitar incidentes.

#### Comandante do Distrito Militar Oriental (2017)
Em 22 de novembro de 2017, Zhuravlyov foi nomeado comandante do Distrito Militar Oriental, substituindo o coronel-general Sergey Surovikin, que assumiu o comando das Forças Aeroespaciais da Rússia.

#### Síria novamente (2018)
Em janeiro de 2018, ele retornou ao comando do contingente militar russo na Síria, novamente sucedendo o general Sergey Surovikin.

#### Comandante do Distrito Militar Ocidental (2018)
Em novembro de 2018, foi nomeado comandante do Distrito Militar Ocidental.

### Invasão russa da Ucrânia em 2022
Como comandante do Distrito Militar Ocidental, Zhuravlyov foi responsável pelas tropas russas que invadiram o norte da Ucrânia durante a invasão russa de 2022, até que Aleksandr Dvornikov foi nomeado comandante-geral em 9 de abril de 2022. Em 13 de maio, a CNN informou que novas evidências apontavam Zhuravlyov como responsável pela ordem de uso de 17 bombas de fragmentação lançadas pelo sistema de foguetes múltiplos Smerch de 300 mm, disparadas pela 79.ª Brigada de Artilharia de Foguetes contra alvos civis em Carquive, nos dias 27 e 28 de fevereiro. A Human Rights Watch investigou o ataque e concluiu que as forças russas utilizaram foguetes de fragmentação BM-30 Smerch, que dispersam dezenas de submunições no ar. Como não havia alvos militares a menos de 400 metros dos locais atingidos e devido à natureza indiscriminada dessas armas em áreas densamente povoadas, a HRW classificou os ataques como possíveis crimes de guerra.
Zhuravlyov foi destituído do cargo de comandante do Distrito Militar Ocidental em junho de 2022.

### Sanções
Devido ao seu envolvimento na Ucrânia, o governo da Nova Zelândia impôs sanções de restrição de viagem contra ele.
Em 15 de março de 2022, também foi sancionado pelo governo do Reino Unido em conexão com a guerra russo-ucraniana.